# Joo Hyun-mi
Joo Hyun-mi, anche nota come Zhou Xuan Mei (주현미?, 周炫美?, Ju Hyeon-miLR, Chu Hyŏn-miMR; Gwangju, 5 novembre 1961), è una cantante sudcoreana.
Tra gli artisti trot di maggior successo del Paese, è ospite ricorrente del programma musicale Ga-yomudae di KBS1.

## Biografia
Joo Hyun-mi nasce a Gwangju il 5 novembre 1961 (il 27 settembre secondo il calendario lunare) da Joo Geum-boo, un dottore di medicina orientale originario dello Shandong, e dalla coreana Jung Ok-seon; è la maggiore di quattro figli. Frequenta la scuola elementare cinese di Seul e nel 1975, durante il secondo anno delle medie, inizia a prendere lezioni di canto da un conoscente del padre, il compositore Jung Jong-taek, registrando per lui il pezzo In the Arms of Hometown. Mentre studia farmaceutica all'università Chung-Ang, riceve un premio per aver partecipato al concorso canoro della MBC Riverside Song Festival nel 1981. Dopo la laurea, fallisce diverse audizioni e inizia pertanto a lavorare come farmacista.
Joo debutta come cantante nel 1984 con un album di medley trot intitolato Couple's Party, che consolida la sua reputazione e vende un milione di copie. L'anno seguente pubblica il singolo The Rainy Yeongdonggyo Bridge, che diventa una delle sue canzoni più popolari. Il suo secondo album vince il premio daesang ai Golden Disc Award 1988.

### Vita privata
Joo è sposata con il cantante e chitarrista Im Dong-shin, che ha collaborato con Cho Yong-pil. La coppia ha due figli, un maschio (Im Joon-hyuk) e una femmina (Im Soo-hyun).

## Riconoscimenti
- Baeksang Arts Award
  - 1987 – Miglior canzone originale (TV) per My Heart Is Like A Star[14]
- Golden Disc Award[11]
  - 1986 – Bonsang per Crying and Regretting
  - 1987 – Bonsang per Blues of Tears
  - 1988 – Bonsang per The Man in Shinsadong
  - 1988 – Daesang per The Man in Shinsadong
  - 1988 – Bonsang per Unrequited Love
  - 1990 – Bonsang per Wait
- KBS Music Awards
  - 1988 – Miglior canzone per The Man in Shinsadong[15]
- Mnet Asian Music Award
  - 2009 – Candidatura Premio trot per Jjarajajja con Seohyun[16]